# Петухова (Чердынский район)
Петухова — деревня в Чердынском городском округе Пермского края России. До января 2020 года входила в Керчевское сельское поселение Чердынского района. Расположена в 47 километрах на юг от города Чердынь, на левом берегу Камы.
Климат умеренно-континентальный с продолжительной холодной и снежной зимой и коротким летом. Снежный покров удерживается 170—190 дней. Средняя высота снежного покрова составляет более 70 см, в лесу около 1 метра. В лесу снег сохраняется до конца мая. Продолжительность безморозного периода примерно 110 дней.

## Население
| 2010 |
| ---- |
| 7    |

Постоянное население на 2002 год — 11 человек, русских 91 %.